# Liberaalit
Liberaalit is een liberale partij in Finland. Tot 2001 heetten ze de Liberale Volkspartij (Fins: Liberaalinen Kansanpuolue, LKP; Zweeds: Liberala Folkpartiet).

## Geschiedenis
De Liberale Volkspartij ontstond in 1965 uit een samensmelting van de Finse Volkspartij (Suomen Kansanpuolue) en de Liberale Bond (Vapaamielisten Liitto). De partij was van 1966 tot 1979 en van 1991 tot 1995 in het Finse Parlement vertegenwoordigd. Hun verkiezingsresultaten zijn in dalende lijn sinds de oprichting, en sinds 1987 lager dan 1 procent.
Bij de Finse parlementsverkiezingen van 2011 trad Liberaalit niet meer zelfstandig op. Hun leden kandideerden op de lijst van de Fins Piratenpartij.